# Иерусалимский собор (1672)
Иерусалимский (Вифлеемский) Собор — поместный собор Иерусалимской церкви, созванный при православном Иерусалимском патриархе Досифее II в 1672 году с целью опровержения кальвинистского «Исповедания веры» Кирилла Лукариса.

## Созыв и участники
В 1670 году патриарх Досифей II составил «Руководство по опровержению кальвинского помешательства, оклеветавшего Восточную Соборную и Апостольскую Церковь», которое легло в основу выработанного Собором «Исповедания Веры».
Собор был созван по случаю освящения отреставрированного в марте 1672 года храма Рождества Христова в Вифлееме.
В Соборе приняли участие 71 клирик из арабов, греков и русских.

## Решения
Собор осудил кальвинское «Исповедание веры», изданное от имени константинопольского патриарха Кирилла Лукариса, в качестве вероисповедания Восточной церкви. С Кирилла Лукариса были сняты обвинения в кальвинизме, поскольку прямых доказательств публичной поддержки этого учения патриархом не было представлено. В 1-й главе соборных деяний против каждой статьи «Исповедания» были представлены цитаты из более ранних сочинений Лукариса (написанных в период, когда патриарх находился под влиянием католического богословия, и до начала его идейного сближения с протестантизмом), доказывавшие его православие. В 5-й главе деяний также сообщается, что Лукарис клятвенно отрицал авторство «Исповедания веры», и утверждал, что является противником протестантизма.
Вместе с тем Собор порицал позицию Кирилла, не давшего письменного опровержения даже после того, как публикация кальвинистского исповедания привела к серьёзным церковным волнениям. Решение Константинопольского собора 1638 года, предавшего Лукариса анафеме за отступление от православия, также не было подвергнуто сомнению.
В 5-й главе Деяний собора по поводу прославления патриарха как мученика говорится следующее:

И да не будет позволено врагам похваляться Кириллом как святым, ибо он не был убит несправедливо, как они радостно утверждают, или ради имени Христа, чтобы также считаться таковым [то есть святым]. Но без всякой меры впав в грех властолюбия <…> и шесть раз беззаконно, за исключением, как кажется, первого раза, захватив Константинопольский трон с множеством извержений и притеснений клира (вследствие ненасытного желания внешних вещей и при помощи голландского посла, из-за чего навлек на себя еще большее подозрение в Церкви), принял постыдную смерть. Того, кто совершил таковые вещи в отношении Церкви Христовой, даже если ему и случилось быть благочестивым, мы считаем за грешника — и такого грешника, который получит наказание от Бога за те злодеяния, которые он без колебаний причинил Церкви. И теперь, поскольку он стал отцом бесчестия, мы держимся о нем мнения не как о святом, что утверждают наши враги, но как о жалком человеке, вовсе не имеющем общей части со Христом.— Цит. по: Бернацкий М. М. Канонизация патриарха Кирилла I Лукариса и Иерусалимский Собор 1672 года // Богословские труды. Вып. 45, с. 328
Утверждённое на Соборе православное «Исповедание веры» (6-я глава Деяний Собора), составленное Досифеем, в дальнейшем стало широко использоваться как православными, так и инославными богословами в догматическом и сравнительном богословиях. Оно было подтверждено Константинопольским собором 1691 года, и решением восточных патриархов в июне 1721 объявлено истинным изложением православного учения.

## Комментарии
1. ↑  У исследователей нет оснований сомневаться в авторстве Лукариса, подтверждающемся, помимо сравнения автографа «Исповедания» с письмами патриарха, также и перепиской Кирилла, в которой тот признает означенное авторство. Патриарх Досифей также не сомневался в тайном еретичестве Лукариса (Бернацкий, с. 329)